# Menachem Gueffen
 (mai 2025).
Menachem Gueffen (en hébreu : מנחם גפן), né le 19 mars 1930 à Haïfa et mort le 12 février 2016 à Lécousse, est un peintre et caricaturiste israélien.

## Carrière
Gueffen est né à Haïfa, alors sous mandat britannique, dans une famille juive originaire de Pologne. En 1947, à l'âge de 17 ans, il rejoint le Palmach. Il est blessé en mai 1948 à Malkia et hospitalisé pendant huit mois. De 1949 à 1953, il étudie les arts graphiques à l’École des beaux-arts Bezalel à Jérusalem, puis de 1959 à 1963 à l’École des beaux-arts de Paris.
Il travaille principalement en grand format, essentiellement à l’huile sur toile. Ses œuvres récentes mêlent collages, huile, toile de jute ou sac sur toile naturelle ou bois. Il produit également de nombreux dessins, souvent à partir de croquis de modèles vivants.
Il illustre aussi des ouvrages, comme Robinson Crusoé (Am Oved, années 1960) et The World's Best Jewish Jokes de Ben Eliezer (1984).
De 1967 à 1988, il a vécu et travaillé à Londres, en Europe et aux États-Unis. Ses œuvres sont présentes dans de nombreuses collections privées et régulièrement mises aux enchères en Europe et en Israël. Le Musée américain d'histoire naturelle de New York lui commande en 1977 une série de cinq tableaux représentant « le cycle de la vie dans le judaïsme ».
Son style est figuratif-expressionniste, avec une forte présence de figures féminines,. L’œuvre Dialogue avec La Ronde de nuit, composée de neuf toiles, est née de sa fascination pour Rembrandt, et en particulier pour le célèbre tableau La Ronde de nuit.

## Vie personnelle
Menachem Gueffen a d’abord été marié à Shosh Paz (également connue sous les noms de Shoshana Pazi, puis Shoshana Dudai), une artiste peintre originaire de Kfar Yehezkel.
Il épouse ensuite l’actrice britannique Diana Rigg en 1973 ; leur mariage se termine par un divorce en 1976.
En 1987, il se marie avec Judy Hillman. À partir de 1991, il s’installe en France, où il vit jusqu’à sa mort en 2016.